# Chaat (gastronomia)
Il chaat (in lingua hindi चाट, in nepalese चाट, in Oriya ଚାଟ୍, in bengalese চাট, in urdu چاٹ) è un antipasto e spuntino indiano originario dell'Uttar Pradesh anche diffuso in Pakistan, Nepal e Bangladesh.

## Etimologia
La parola deriva dall'hindi cāṭ चाट (gustoso, prelibatezza), che a sua volta viene dal verbo cāṭnā चाटना (leccare, dato che nella cultura alimentare locale una persona si lecca le dita mentre mangia), e dall'antico termine pracrito caṭṭei चट्टेइ (divorare con soddisfazione, mangiare rumorosamente).

## Composizione

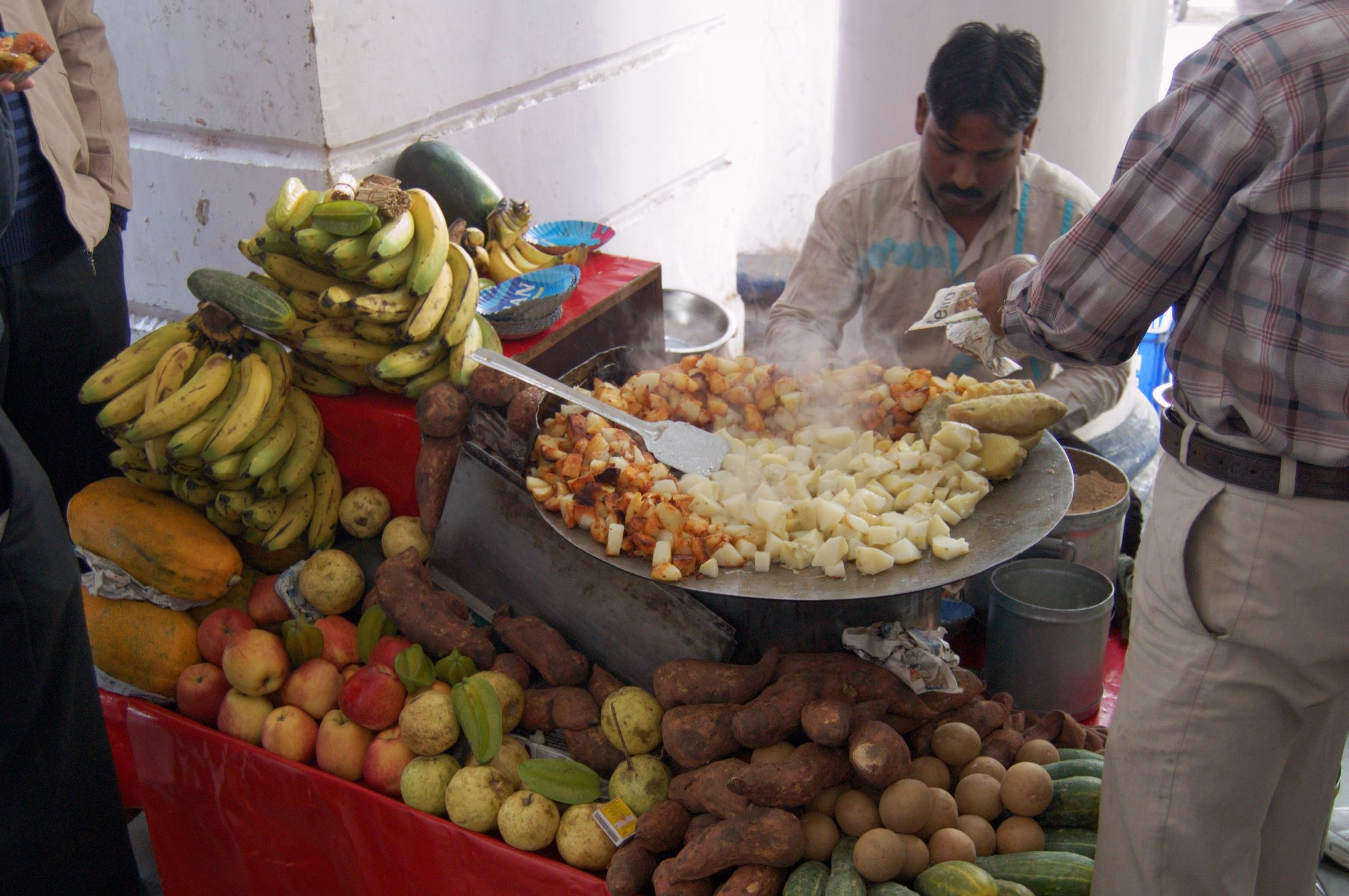
Venditore di aloo chaat a New Delhi

Sebbene il chaat originale sia una miscela di patate, pane fritto, fagioli mungo e spezie, oggi sono diffusi in tutta l'India diverse varianti di chaat e in molti casi consistono in un alimento fritto, chutney al mango o al tamarindo e altri ingredienti.